# Halsbanddrossel

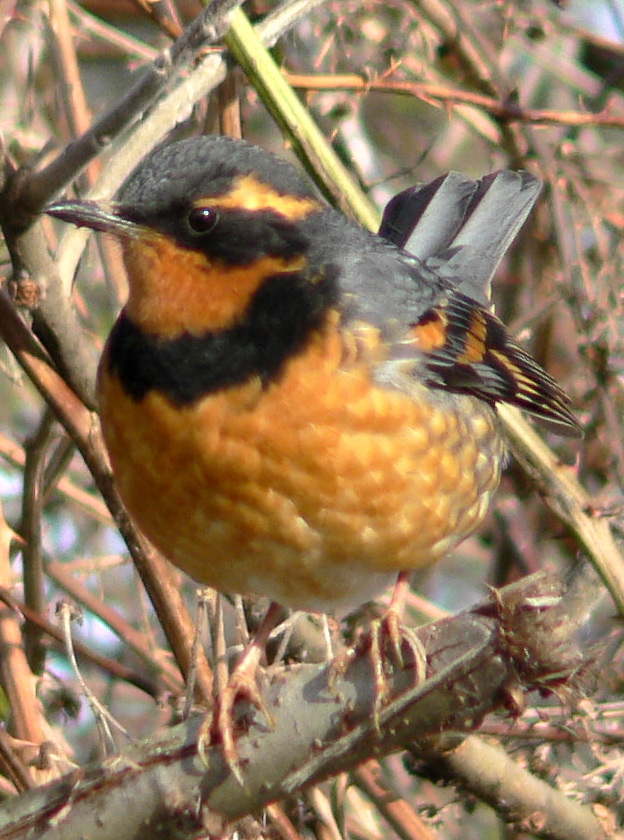
Halsbanddrossel, Männchen

Die Halsbanddrossel (Ixoreus naevius) ist eine Art aus der Familie der Drosseln (Turdidae), die nur in der Nearktis vorkommt. Sie ist die einzige Art in der monotypischen Gattung Ixoreus. Es werden vier Unterarten unterschieden. Die IUCN stuft sie als ungefährdet (least concern) ein.

## Beschreibung
Die Halsbanddrossel erreicht eine Körperlänge von 23 bis 28 Zentimetern. Die Flügelspannweite beträgt 38 bis 42 Zentimeter. Das Gewicht variiert zwischen 75 und 85 Gramm. Die Beine und Füße sind matt rosafarben.
Die Männchen haben im Prachtkleid einen schwarzen, fast lila schimmernden Oberkopf und Nacken. Ein breiter, leuchtend orangebrauner Überaugenstreif verläuft vom Auge in einem Halbbogen zum Nackenansatz. Die Stirn ist schwarz. Ein schwarzer, breiter Streifen verläuft von der Schnabelbasis über die Augen. Der Schnabel ist dunkelgrau, die Iris ist dunkelbraun. Die Kehle und die Vorderbrust sind orangebraun, dazwischen liegt ein breites, schwarzes Brustband. Auf der Körperunterseite hellt sich das Orangebraun in Richtung Bürzel weiter auf, so dass der Bürzel und die Unterschwanzdecken fast weiß sind. Der Schwanz ist schwarzviolett.
Die Weibchen sind insgesamt etwas matter gefärbt als die Männchen. Der Augenstrich ist blass violettschwarz, das Brustband ist eher grau als schwarz und die Körperunterseite ist blasser als beim Männchen. Jungvögel gleichen den Weibchen, sind aber noch blasser gefärbt.

## Verbreitungsgebiet
Das Brutgebiet der Halsbanddrossel erstreckt sich im westlichen Nordamerika von Alaska bis in den Norden Kaliforniens. Sie fehlt nur im extremen Norden und an der nordwestlichen Pazifikküste. Als Lebensraum bevorzugt die Halsbanddrossel feuchte Wälder und Waldränder. Sie kommt aber auch in Feuchtgebieten und der Tundra vor. Sie ist ein Zugvogel und die nördlichen Populationen überwintern in südlicheren Bereichen des Verbreitungsgebietes im Westen der Vereinigten Staaten. Südlichere Populationen zeigen zum und im Winter oft unstete Zugbewegungen, teilweise werden wohl auch nur Höhenlagen verlassen.

## Lebensweise
Die Halsbanddrossel frisst Insekten, Samen und Früchte. Im Nahrungsspektrum überwinternder Vögel spielt Ahornsamen eine größere Rolle.
Im Winterhalbjahr sind Halsbanddrosseln gelegentlich in losen Trupps zu beobachten. Während der Fortpflanzungszeit sind die Männchen jedoch territorial und zeigen ihren Revierbesitz unter anderem durch Singen an. Halsbanddrosseln gehen eine monogame Saisonehe ein.
Das Nest wird gewöhnlich in Astgabeln gebaut und befindet sich hoch über dem Erdboden. Nach jetzigem Wissensstand baut allein das Weibchen das Nest. Es verwendet für den Nestbau Zweige, Rinde und Gras. Die Nistmulde wird mit feinerem Gras ausgelegt. Das Gelege besteht normalerweise aus drei bis vier blassblauen Eiern. Diese sind entweder ohne jegliche Markierung oder leicht braun gesprenkelt. Die Brutzeit beträgt 14 Tage. Es brütet allein das Weibchen. An der Aufzucht sind beide Elternvögel beteiligt; gehudert werden die Jungvögel aber allein vom Weibchen. Die Jungvögel sind mit 13 bis 15 Tagen flügge.

## Unterarten
- Ixoreus naevius carlottae (A. R. Phillips, 1991)
- Ixoreus naevius godfreii (A. R. Phillips, 1991)
- Ixoreus naevius meruloides (Swainson, 1832)
- Ixoreus naevius naevius (Gmelin, 1789)